# Super Saiyan flow
Super Saiyan Flow es un álbum de estudio colaborativo entre los raperos y primos puertorriqueños Jon Z y Ele A El Dominio. Fue publicado el 9 de marzo de 2018 a través del sello discográfico Chosen Few Emerald Entertainment, a cargo del productor Boy Wonder.
El álbum recibió una etiqueta Parental Advisory por lenguaje y letras explícitas, siendo descrito por la revista especializada Vice como un “material oscuro” en junio del mismo año. Tanto la carátula del álbum como también algunas canciones presentes referencian el manga y anime Dragon Ball.

## Lista de canciones
| N.º   | Título                                                        | Productor(es)          | Duración |  |
| 1.    | «Pecador»                                                     | Torres on the Beat     | 3:15     |  |
| 2.    | «Amanecí»                                                     | Boy Santi              | 3:32     |  |
| 3.    | «Esparracháu, esparracháu»                                    | Level                  | 3:00     |  |
| 4.    | «Si no hay mañana»                                            | Yecko On The Beat      | 3:29     |  |
| 5.    | «Sin putas no hay paraíso»                                    | Mora                   | 2:44     |  |
| 6.    | «Narcotrap»                                                   | Yecko On The Beat      | 4:03     |  |
| 7.    | «Por ti» (interpretado por Ele A El Dominio)                  | Yanyo the Secret Panda | 3:36     |  |
| 8.    | «Dragon Jon Z» (interpretado por Jon Z)                       | Level                  | 3:52     |  |
| 9.    | «Chotiaron a mi pana»                                         | Level                  | 4:15     |  |
| 10.   | «Donde estabas tú»                                            | Yondoe                 | 3:19     |  |
| 11.   | «Ácido»                                                       | Kronix Magical         | 3:17     |  |
| 12.   | «LHR Gang (Freestyle)» (interpretado por Jon Z) (bonus track) |                        | 2:14     |  |
| 40:36 |                                                               |                        |          |  |

## Créditos y personal
Adaptados desde la portada del álbum.
- Manuel Alejandro Ruiz “Boy Wonder” – Productor ejecutivo.
- Duran the Coach – Mezcla.
- Chris Gehringer – Masterización en Sterling Sound.
- Bob Celestin – Representación legal para Intelligent Music Inc.
- Wido Duplicari – Arte.

## Posicionamiento en listas
| Listas (2018)                        | Mejor posición |
| ------------------------------------ | -------------- |
| Estados Unidos (Latin Rhythm Albums) | 13             |